# Kragklocka
Kragklocka (Adenophora liliifolia) är en klockväxtart som först beskrevs av Carl von Linné, och fick sitt nu gällande namn av A.Dc. Kragklocka ingår i släktet kragklockor, och familjen klockväxter. Inga underarter finns listade i Catalogue of Life.

## Bildgalleri

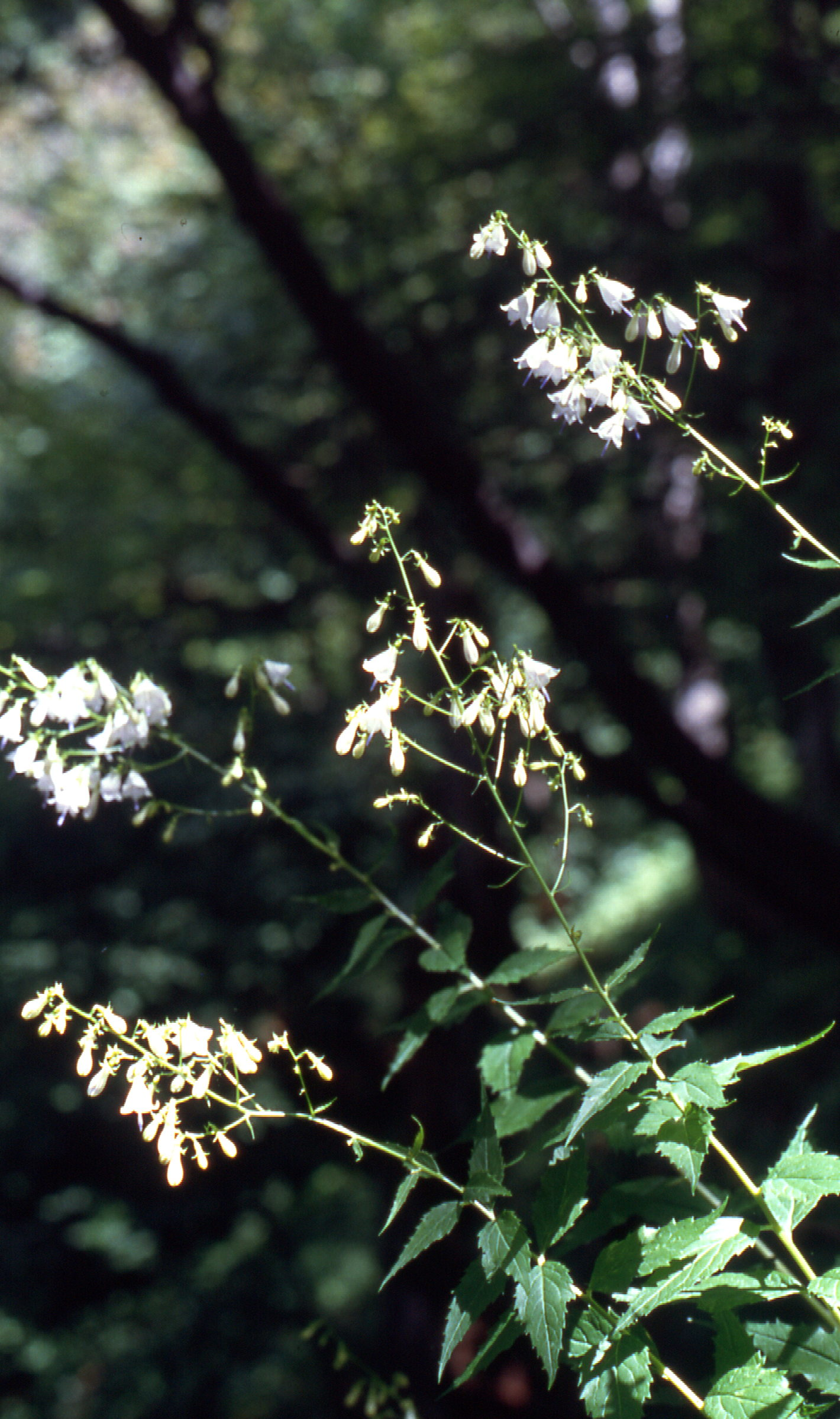